# 356
356 (CCCLVI) var ett skottår som började en måndag i den julianska kalendern.

## Händelser

### Februari
- 8 februari – De romerska myndigheterna gör ett försök att gripa Athanasius efter anklagelser om att han skulle ha stött usurpatorn Magnentius. Athenasius undkommer dem och flyr ut i öknen, där han lever ett tag med munkar vid berget Nitria.

### Okänt datum
- Julianus Apostata besegras av alemannerna i slaget vid Reims.
- Alemannerna invaderar Rhaetia.
- Vördandet av icke-kristna bilder förbjuds i Romarriket under förföljelserna av hedningarna.
- Constantius II utfärdar en förordning om att alla hedniska tempel i hela Romarriket skall stängas som ett led i förföljelserna av hedningar.
- Den första Peterskyrkan i Rom börjar byggas.
- Naemul blir kung av det koreanska kungariket Silla.

## Avlidna
- Antonios Eremiten, kristen munk i öknen
- Amasius, biskop av Teano